# Gennarino, unò... due!.../'A femmena
Gennarino, unò... due!.../'A femmena, pubblicato nel 1970, è un singolo del cantante italiano Mario Trevi.

## Storia
Il disco contiene due brani inediti di Mario Trevi.

## Tracce
Lato A
- Gennarino, unò... due!...  (Fiorini-Colucci-Esposito)

Lato B
- 'A femmena  (Marigliano-Esposito-Di Domenico)

## Incisioni
Il singolo fu inciso su 45 giri, con marchio Hello records (HR 9040).
Direzione arrangiamenti: M° Tonino Esposito.